# Station Jarosławiec
Station Jarosławiec is een spoorwegstation in de Poolse plaats Jarosławiec.